# Pan-Amerikaanse kampioenschappen judo 2009
De Pan-Amerikaanse kampioenschappen judo 2009 waren de 33ste editie van de Pan-Amerikaanse kampioenschappen judo en werden gehouden in Buenos Aires, Argentinië, van vrijdag 27 maart tot en met zondag 29 maart 2009. 

## Resultaten

### Mannen
| Gewichtsklasse | Goud              | Zilver            | Brons                             |
| -------------- | ----------------- | ----------------- | --------------------------------- |
| – 55 kg        | Damián Villalba   | Dodanim Barboza   | Shujon Mazunder Connor Murtha     |
| – 60 kg        | Javier Guédez     | Frazer Will       | Yosmani Piker Aaron Kunihiro      |
| – 66 kg        | João Derly        | Miguel Albarracín | Michal Popiel Luis Galindo        |
| – 73 kg        | Leandro Guilheiro | Nicholas Tritton  | Yordanis Arencibia Michael Eldred |
| – 81 kg        | Travis Stevens    | Flávio Canto      | Emmanuel Lucenti Luis Retamales   |
| – 90 kg        | Alexandre Émond   | Eduardo Santos    | Gonzalo Huamán Garry St. Leger    |
| – 100 kg       | Oreidis Despaigne | Cristian Schmidt  | Luciano Corrêa Scott Edward       |
| + 100 kg       | Óscar Brayson     | João Schlittler   | Orlando Baccino Carlos Zegarra    |
| Open           | Luciano Corrêa    | Óscar Brayson     | Hector Campos Luis Salazar        |

### Vrouwen
| Gewichtsklasse | Goud               | Zilver             | Brons                                |
| -------------- | ------------------ | ------------------ | ------------------------------------ |
| – 44 kg        | Steffany Garatejo  | Jacqueline Solís   | Antonieta Galleguillos Taylor Ibera  |
| – 48 kg        | Paula Pareto       | Luz Álvarez        | Sarah Menezes Edna Carrillo          |
| – 52 kg        | Yanet Bermoy       | Yulieth Sanchéz    | Oritia González Glenda Miranda       |
| – 57 kg        | Yurisleidy Lupetey | Danielle Zangrando | Joliane Melançon Diana Villavicencio |
| – 63 kg        | Daniela Krukower   | Danielli Yuri      | Karina Acosta Ysis Barreto           |
| – 70 kg        | Yuri Alvear        | Maria Portela      | Kelita Zupancic Saraí Mendoza        |
| – 78 kg        | Kaliema Antomarchi | Anny Cortés        | Amy Cotton Déborah Souza             |
| + 78 kg        | Idalys Ortíz       | Claudirene César   | Carmen Chalá Vanessa Zambotti        |
| Open           | Idalys Ortíz       | Vanessa Zambotti   | Carmen Chalá Claudirene César        |

## Medaillespiegel
| Plaats | Land             | Goud | Zilver | Brons | Totaal |
| 1      | Cuba             | 7    | 1      | 2     | 10     |
| 2      | Brazilië         | 3    | 7      | 4     | 14     |
| 3      | Argentinië       | 3    | 2      | 4     | 9      |
| 4      | Colombia         | 2    | 4      | 2     | 8      |
| 5      | Canada           | 1    | 2      | 6     | 9      |
| 6      | Verenigde Staten | 1    | 0      | 5     | 6      |
| 7      | Venezuela        | 1    | 0      | 1     | 2      |
| 8      | Mexico           | 0    | 1      | 3     | 4      |
| 9      | Guatemala        | 0    | 1      | 0     | 1      |
| 10     | Ecuador          | 0    | 0      | 4     | 4      |
| 11     | Chili            | 0    | 0      | 3     | 3      |
| 12     | Peru             | 0    | 0      | 1     | 1      |
| 12     | El Salvador      | 0    | 0      | 1     | 1      |
| Totaal | Totaal           | 18   | 18     | 36    | 72     |